# Katarina Pranješ
Katarina Pranješ (Osijek, 4. listopada 2002.), hrvatska nogometašica i reprezentativka, igra na poziciji veznog i obrambenog igrača, trenutno članica Ženskog nogometnog kluba ŽNK Split koji se natječe u  1. hrvatskoj nogometnoj ligi za žene. .

## Klupska karijera
Katarina Pranješ počela je igrati nogomet u dobi od 12 godina 2015. u Nizi, malom selu u Osječko-baranjskoj županiji nedaleko Našica. Svoju karijeru započela je u NK Omladinac Niza, za koji je nastupala dvije sezone u uzrastu pionira s dječacima za koje je igrala uz brata blizanca Ivana pod vodstvom trenera Zorana Kumrića iz Dječje športske akademije "Niza". Obitelj Pranješ nakon Domovinskog rata doseljava iz Nove Bile iz srednje Bosne u selo Normanci u općini Koška u Osječko-baranjskoj županiji. Od 2016., nakon što su ju uočili, prelazi u najpoznatiji ženski nogometni klub u Hrvatskoj, ŽNK Osijek, kod trenera Dejana Bergera. Boje Osijeka nosi od 2016. do 2021., te s Osijekom postaje prvakinja Hrvatske u sezoni 2017./18. Od veljače 2021. je članica ŽNK Split. 

## Reprezentacija
Katarina Pranješ je članica Hrvatske ženske nogometne reprezentacije. Nastupala je za mladu reprezentaciju Hrvatske do 16, 17 i 19 godina, ukupno 13 nastupa uz dva postignuta zgoditka. Katarina bilježi 27. listopada 2020.  prvi nastup za A reprezentaciju protiv reprezentacije Litve. 

## Vanjske poveznice
- Katarina-Pranjes-porijeklom-iz-Nove-Bile-clanica-zenske-nogometne-reprezentacije-Hrvatske/  Arhivirana inačica izvorne stranice od 2. ožujka 2021. (Wayback Machine)
- Medju-20-pozvanih-i-Osjecanka-Katarina-Pranjes/
- Katarina-Pranjes-Osijek-Na-popisu-izbornika-Prskala/
- Katarina-Pranjes-Novo-pojačanje-ŽNK-Split/